# مايك فريسويك
مايك فريسويك (بالإنجليزية: Mike Vreeswyk)‏ مواليد 1 مارس 1967 في منيابولس، هو لاعب كرة سلة أمريكي معتزل. بدأ مسيرته الاحترافية في سنة 1989. يبلغ طوله 6 قدم 7 بوصة (2.0 م). اعتزل اللعب في 2000.

## المسيرة الاحترافية
لعب مع كورتريك في سنة 1990، ثم لعب مع أبولون ليماسول في موسم 1991–1992، ثم لعب مع نادي دين بوش لكرة السلة في موسم 1993–1994، ثم لعب مع أوفار في سنة 1995، ثم لعب مع نادي دين بوش لكرة السلة في موسم 1996–1997.

## روابط خارجية
- مايك فريسويك على موقع كلية كرة السلة في سبورتس رفرنس.كوم (الإنجليزية)